# Campeonato Gaúcho de Futebol de 1922
O Campeonato Gaúcho de Futebol de 1922 foi a quarta edição da competição no Estado do Rio Grande do Sul. Foi mantida a fórmula de disputa, os campeões das regiões seriam novamente reunidos em uma fase final para disputa do título. O campeão deste ano foi o Grêmio.
O campeonato de 1922 foi o último antes da Revolução Federalista que paralisou a disputa até 1925.

## Participantes
| Equipe  | Cidade       | Campeão Regional | Participação | Participação | Participação | Melhor campanha |
| Equipe  | Cidade       | Campeão Regional | Consec       | Total        | Última       | Melhor campanha |
| ------- | ------------ | ---------------- | ------------ | ------------ | ------------ | --------------- |
| Bagé    | Bagé         | Sul              | 1ª           | 1ª           | —            | —               |
| Grêmio  | Porto Alegre | Centro           | 4ª           | 4ª           | 1921         | Campeão (1921)  |
| Guarani | Alegrete     | Fronteira        | 1ª           | 1ª           | —            | —               |
| Guarany | Cruz Alta    | Serra            | 1ª           | 1ª           | —            | —               |

## Regulamento
A fase final foi disputada em um quadrangular de turno único. A equipe que fizesse mais pontos seria declarada campeã. Em caso de empate entre as equipes seria realizada um jogo extra para o desempate.

## Tabela

### Fase final
| 15 de novembro de 1922 | Grêmio  | 1 – 2 | Guarani de Alegrete | Campo de Bela Vista, Porto Alegre |
|                        | Lagarto |       | Roque · Fagundes I  | Árbitro: Miguel Fontes            |

- Grêmio: Lara; Py e Neco; Dorival, Ramos e Sardinha; Leo, Ribeirinho, Totte, Lagarto e Ramão.
- Guarani de Alegrete: Meirelles; Roque e Euclides; Jango, Irizaga e Rosa; Pesce, Lúcio, Fagundes I, Fagundes II e Alexandre.

| 17 de novembro de 1922 | Bagé          | 2 – 1 | Guarany de Cruz Alta | Campo de Bela Vista, Porto Alegre |
|                        | Páscoa · João |       | Feio                 | Árbitro: Miguel Fontes            |

| 19 de novembro de 1922 | Grêmio  | 1 – 0 | Bagé | Campo de Bela Vista, Porto Alegre |
|                        | Lagarto |       |      | Árbitro: Roque                    |

- Grêmio: Lara; Sardinha e Neco; Dorival, Bruno e Meneghini; Leo, Ribeirinho, Totte, Lagarto e Ramão.
- Bagé: Felo; Joãozinho e Fortunato; Machado, ? e Guri; Leonardo, Argeu, Índio, Oliveira e João.

| 19 de novembro de 1922 | Guarani de Alegrete          | 3 – 4 | Guarany de Cruz Alta           | Campo de Bela Vista, Porto Alegre |
|                        | Lúcio · Fagundes II · ? (GC) |       | Risada (P) · Cascudo · Augusto |                                   |

| 23 de novembro de 1922 | Grêmio             | 2 – 0 | Guarany de Cruz Alta | Campo de Bela Vista, Porto Alegre |
|                        | Ramão 2' · Lagarto |       |                      |                                   |

| 23 de novembro de 1922 | Bagé | 0 – 1 | Guarani de Alegrete | Campo de Bela Vista, Porto Alegre |
|                        |      |       | Lúcio               |                                   |

| Classificação – Fase Final                                                                                                  | Classificação – Fase Final | Classificação – Fase Final | Classificação – Fase Final | Classificação – Fase Final | Classificação – Fase Final | Classificação – Fase Final | Classificação – Fase Final | Classificação – Fase Final | Classificação – Fase Final |
| Time | Time                       | PG                         | J                          | V                          | E                          | D                          | GP                         | GC                         | SG                         |
| --- | -------------------------- | -------------------------- | -------------------------- | -------------------------- | -------------------------- | -------------------------- | -------------------------- | -------------------------- | -------------------------- |
| 1 | Grêmio                     | 4                          | 3                          | 2                          | 0                          | 1                          | 4                          | 2                          | 2                          |
| 2 | Guarani de Alegrete        | 4                          | 3                          | 2                          | 0                          | 1                          | 6                          | 5                          | 1                          |
| 3 | Guarany de Cruz Alta       | 2                          | 3                          | 1                          | 0                          | 2                          | 5                          | 7                          | - 2                        |
| 4 | Bagé                       | 2                          | 3                          | 1                          | 0                          | 2                          | 2                          | 4                          | - 2                        |
| PG - pontos ganhos; J - jogos; V - vitórias; E - empates; D - derrotas; GP - gols pró; GC - gols contra; SG - saldo de gols |                            |                            |                            |                            |                            |                            |                            |                            |                            |

### Jogos extras
1º jogo extra
| 26 de novembro de 1922 | Grêmio              | 2 – 2 | Guarani de Alegrete  | Baixada, Porto Alegre |
|                        | Ramão 17' · Lagarto |       | Roque (P) · Fagundes | Árbitro: João Gobbato |

2º jogo extra
| 28 de novembro de 1922 | Grêmio          | 2 – 1 | Guarani de Alegrete | Baixada, Porto Alegre |
|                        | Ramão · Lagarto |       | Alexandre           | Árbitro: João Gobbato |

|  | Grêmio | Guarani de Alegrete |

| GRÊMIO:    |  |            |  |
|            |  |            |  |
| G          |  | Lara       |  |
| Z          |  | Py         |  |
| Z          |  | Neco       |  |
| M          |  | Meneghini  |  |
| M          |  | Dorival    |  |
| M          |  | Sardinha   |  |
| A          |  | Leo        |  |
| A          |  | Ribeirinho |  |
| A          |  | Totte      |  |
| A          |  | Lagarto    |  |
| A          |  | Ramão      |  |
| Treinador: |  |            |  |
|            |  |            |  |

| GUARANI DE ALEGRETE: |  |           |  |
|                      |  |           |  |
|                      |  |           |  |
| G                    |  | Meirelles |  |
| Z                    |  | Roque     |  |
| Z                    |  |           |  |
| M                    |  |           |  |
| M                    |  | Irizaga   |  |
| M                    |  |           |  |
| A                    |  | Lúcio     |  |
| A                    |  |           |  |
| A                    |  |           |  |
| A                    |  |           |  |
| A                    |  | Alexandre |  |
| Treinador:           |  |           |  |
|                      |  |           |  |

| Gauchão 1922               |
| -------------------------- |
| Grêmio Campeão (2º título) |